# Ronde van Groot-Brittannië 2012
De Ronde van Groot-Brittannië 2012 (Engels: Tour of Britain 2012) werd gehouden van zondag 9 september tot en met zondag 16 september in Groot-Brittannië. De 19de editie van deze ronde ging over een afstand van 1,347.4 km en werd aanvankelijk gewonnen door Jonathan Tiernan-Locke van Endura Racing, de eerste Britse winnaar sinds de Schot Robert Millar in 1989 de toenmalige Kellogs Tour of Britain op zijn naam schreef. Max Sciandri won de ronde weliswaar in 1992, maar hij reed destijds op een Italiaanse licentie. Echter werden tijdens de ronde bij Tiernan-Locke verdachte bloedwaarden ontdekt in zijn biologisch paspoort en werd hij voor twee jaar geschorst.
De wielerkoers maakte deel uit van de UCI Europe Tour 2012 (categorie 2.1). In totaal gingen honderd renners van start, van wie 76 uiteindelijk de eindstreep bereikten in Guildford.

## Etappe-overzicht
| etappe | datum        | start          | finish             | afstand  | winnaar        | klassementsleider      |
| ------ | ------------ | -------------- | ------------------ | -------- | -------------- | ---------------------- |
| 1e     | 9 september  | Ipswich        | Norfolk Showground | 199.6 km | Luke Rowe      | Luke Rowe              |
| 2e     | 10 september | Nottingham     | Knowsley           | 177.8 km | Leigh Howard   | Boy van Poppel         |
| 3e     | 11 september | Jedburgh       | Dumfries           | 161.4 km | Mark Cavendish | Leigh Howard           |
| 4e     | 12 september | Carlisle       | Blackpool          | 156.0 km | Mark Cavendish | Mark Cavendish         |
| 5e     | 13 september | Stoke-on-Trent | Stoke-on-Trent     | 146.9 km | Marc de Maar   | Leigh Howard           |
| 6e     | 14 september | Welshpool      | Caerphilly         | 189.8 km | Leopold König  | Jonathan Tiernan-Locke |
| 7e     | 15 september | Barnstaple     | Dartmouth          | 170.7 km | Pablo Urtasun  | Jonathan Tiernan-Locke |
| 8e     | 16 september | Reigate        | Guildford          | 147.7 km | Mark Cavendish | Jonathan Tiernan-Locke |

## Etappe-uitslagen

### 1e etappe
| Ipswich – Norfolk Showground (199.6 km) |                 |                      |          |
| Plaats                                  | Naam            | Ploeg                | Tijd     |
| Winnaar                                 | Luke Rowe       | Sky ProCycling       | 4u51'05" |
| 2                                       | Boy van Poppel  | UnitedHealthcare PCT | z.t.     |
| 3                                       | Russell Downing | Endura Racing        | z.t.     |

| Algemeen klassement |                |                      |          |
| Plaats              | Naam           | Ploeg                | Tijd     |
| Gele trui           | Luke Rowe      | Sky ProCycling       | 4u50'55" |
| 2                   | Rony Martias   | Saur-Sojasun         | +00' 03" |
| 3                   | Boy van Poppel | UnitedHealthcare PCT | +00' 03" |

### 2e etappe
| Nottingham – Knowsley (177.8 km) |                |                      |          |
| Plaats                           | Naam           | Ploeg                | Tijd     |
| Winnaar                          | Leigh Howard   | Orica-GreenEdge      | 4u31'09" |
| 2                                | Mark Cavendish | Sky ProCycling       | z.t.     |
| 3                                | Boy van Poppel | UnitedHealthcare PCT | z.t.     |

| Algemeen klassement |                |                      |          |
| Plaats              | Naam           | Ploeg                | Tijd     |
| Gele trui           | Boy van Poppel | UnitedHealthcare PCT | 9u22'04" |
| 2                   | Leigh Howard   | Orica-GreenEdge      | z.t.     |
| 3                   | Luke Rowe      | Sky ProCycling       | +00' 01" |

### 3e etappe
| Jedburgh – Dumfries (161.4 km) |                |                 |          |
| Plaats                         | Naam           | Ploeg           | Tijd     |
| Winnaar                        | Mark Cavendish | Sky ProCycling  | 3u54'30" |
| 2                              | Leigh Howard   | Orica-GreenEdge | z.t.     |
| 3                              | Aidis Kruopis  | Orica-GreenEdge | z.t.     |

| Algemeen klassement |                |                      |           |
| Plaats              | Naam           | Ploeg                | Tijd      |
| Gele trui           | Leigh Howard   | Orica-GreenEdge      | 13u16'28" |
| 2                   | Mark Cavendish | Sky ProCycling       | z.t.      |
| 3                   | Boy van Poppel | UnitedHealthcare PCT | +00' 04"  |

### 4e etappe
| Carlisle – Blackpool (156 km) |                 |                 |          |
| Plaats                        | Naam            | Ploeg           | Tijd     |
| Winnaar                       | Mark Cavendish  | Sky ProCycling  | 3u51'33" |
| 2                             | Steele Von Hoff | Garmin-Sharp    | z.t.     |
| 3                             | Leigh Howard    | Orica-GreenEdge | z.t.     |

| Algemeen klassement |                |                      |           |
| Plaats              | Naam           | Ploeg                | Tijd      |
| Gele trui           | Mark Cavendish | Sky ProCycling       | 17u07'51" |
| 2                   | Leigh Howard   | Orica-GreenEdge      | +00' 06"  |
| 3                   | Boy van Poppel | UnitedHealthcare PCT | +00' 14"  |

### 5e etappe
| Stoke-on-Trent – Stoke-on-Trent (146.9 km) |                |                      |          |
| Plaats                                     | Naam           | Ploeg                | Tijd     |
| Winnaar                                    | Marc de Maar   | UnitedHealthcare PCT | 3u30'26" |
| 2                                          | Sep Vanmarcke  | Garmin-Sharp         | +00' 15" |
| 3                                          | Boy van Poppel | UnitedHealthcare PCT | z.t.     |

| Algemeen klassement |                |                      |           |
| Plaats              | Naam           | Ploeg                | Tijd      |
| Gele trui           | Leigh Howard   | Orica-GreenEdge      | 20u38'35" |
| 2                   | Boy van Poppel | UnitedHealthcare PCT | +00' 07"  |
| 3                   | Sep Vanmarcke  | Garmin-Sharp         | +00' 17"  |

### 6e etappe
| Welshpool – Caerphilly (189.8 km) |                        |               |          |
| Plaats                            | Naam                   | Ploeg         | Tijd     |
| Winnaar                           | Leopold König          | Team NetApp   | 4u05'20" |
| 2                                 | Jonathan Tiernan-Locke | Endura Racing | +00' 02" |
| 3                                 | Nathan Haas            | Garmin-Sharp  | +00' 19" |

| Algemeen klassement |                        |                 |           |
| Plaats              | Naam                   | Ploeg           | Tijd      |
| Gele trui           | Jonathan Tiernan-Locke | Endura Racing   | 26u16'57" |
| 2                   | Leigh Howard           | Orica-GreenEdge | +00' 13"  |
| 3                   | Nathan Haas            | Garmin-Sharp    | +00' 18"  |

### 7e etappe
| Barnstaple – Dartmouth (170.7 km) |               |                      |          |
| Plaats                            | Naam          | Ploeg                | Tijd     |
| Winnaar                           | Pablo Urtasun | Euskaltel-Euskadi    | 4u20'31" |
| 2                                 | Marc de Maar  | UnitedHealthcare PCT | z.t.     |
| 3                                 | Ivan Basso    | Liquigas-Cannondale  | z.t.     |

| Algemeen klassement |                        |                     |           |
| Plaats              | Naam                   | Ploeg               | Tijd      |
| Gele trui           | Jonathan Tiernan-Locke | Endura Racing       | 29u38'14" |
| 2                   | Nathan Haas            | Garmin-Sharp        | +00' 18"  |
| 3                   | Damiano Caruso         | Liquigas-Cannondale | +00' 23"  |

### 8e etappe
| Reigate – Guildford (147.7 km) |                |                      |          |
| Plaats                         | Naam           | Ploeg                | Tijd     |
| Winnaar                        | Mark Cavendish | Sky ProCycling       | 3u33'05" |
| 2                              | Boy van Poppel | UnitedHealthcare PCT | z.t.     |
| 3                              | Fabio Sabatini | Liquigas-Cannondale  | z.t.     |

| Algemeen klassement |                        |                     |           |
| Plaats              | Naam                   | Ploeg               | Tijd      |
| Gele trui           | Jonathan Tiernan-Locke | Endura Racing       | 33u11'22" |
| 2                   | Nathan Haas            | Garmin-Sharp        | +00' 18"  |
| 3                   | Damiano Caruso         | Liquigas-Cannondale | +00' 23"  |

## Eindklassementen
| Plaats    | Naam                   | Ploeg                | Tijd      |
| --------- | ---------------------- | -------------------- | --------- |
| Gele trui | Jonathan Tiernan-Locke | Endura Racing        | 33u11'22" |
| 2         | Nathan Haas            | Garmin-Sharp         | + 18"     |
| 3         | Damiano Caruso         | Liquigas-Cannondale  | + 23"     |
| 4         | Leigh Howard           | Orica-GreenEdge      | + 1' 02"  |
| 5         | Christopher Jones      | UnitedHealthcare PCT | + 1' 12"  |
| 6         | Bartosz Huzarski       | Team NetApp          | + 2' 01"  |
| 7         | David Le Lay           | Saur-Sojasun         | z.t.      |
| 8         | Boy van Poppel         | UnitedHealthcare PCT | + 2' 14"  |
| 9         | Christian Knees        | Sky ProCycling       | + 2' 35"  |
| 10        | Jérôme Coppel          | Saur-Sojasun         | + 4' 30"  |
|           |                        |                      |           |
| 34        | Sep Vanmarcke          | Garmin-Sharp         | +20' 24"  |

| Plaats      | Naam           | Ploeg                | Punten |
| ----------- | -------------- | -------------------- | ------ |
| Groene trui | Boy van Poppel | UnitedHealthcare PCT | 76     |
| 2           | Mark Cavendish | Sky ProCycling       | 59     |
| 3           | Nathan Haas    | Garmin-Sharp         | 56     |
|             |                |                      |        |
| 9           | Sep Vanmarcke  | Garmin-Sharp         | 32     |

| Plaats    | Naam               | Ploeg              | Punten |
| --------- | ------------------ | ------------------ | ------ |
| Rode trui | Kristian House     | Rapha Condor       | 86     |
| 2         | Pablo Urtasun      | Euskaltel-Euskadi  | 67     |
| 3         | Bernard Sulzberger | Raleigh-GAC        | 49     |
|           |                    |                    |        |
| 11        | Wesley Kreder      | Vacansoleil-DCM    | 24     |
| 12        | Niels Wytinck      | An Post-Sean Kelly | 23     |

| Plaats     | Naam               | Ploeg              | Punten |
| ---------- | ------------------ | ------------------ | ------ |
| Witte trui | Peter Williams     | Node 4-Giordana    | 45     |
| 2          | Marcin Bialoblocki | Node 4-Giordana    | 23     |
| 3          | Mathew Cronshaw    | Node 4-Giordana    | 13     |
|            |                    |                    |        |
| 8          | Wesley Kreder      | Vacansoleil-DCM    | 10     |
| 22         | Niels Wytinck      | An Post-Sean Kelly | 5      |

| Plaats | Ploeg                             | Tijd      |
| ------ | --------------------------------- | --------- |
|        | Saur-Sojasun                      | 75u21'39" |
| 2      | UnitedHealthcare Pro Cycling Team | +01' 45"  |
| 3      | Garmin-Sharp                      | +05' 40"  |